# Karl Lueger
Karl Lueger (ur. 24 października 1844 w Wiedniu, zm. 10 marca 1910 tamże) – prawnik i prawicowy polityk austriacki, burmistrz Wiednia.

## Życiorys
Syn Leopolda i Juliany Schuhmayer. Ukończył prawo na Uniwersytecie Wiedeńskim, był adwokatem, który prowadził praktykę w Wiedniu (prowadził kancelarię do 1896, gdy zdecydował się poświęcić całkowicie polityce). Karierę polityczną rozpoczął w latach 70. XIX w. uczestnicząc w życiu samorządowym miasta (od 1875 aż do 1910, z przerwą w latach 1876–1878 był członkiem rady gminnej w Wiedniu). W 1885 został członkiem Rady Państwa, a w 1890 posłem dolnoaustriackiego sejmu krajowego (Landtagu). W roku 1895 został wiceburmistrzem Wiednia, a w latach 1897–1910 był jego burmistrzem.
Początkowo liberał, stopniowo skłaniał się ku konserwatyzmowi, w efekcie założył w 1893 Austriacką Partię Chrześcijańsko-Społeczną. Był świetnym mówcą o wielkiej charyzmie. Krytykował liberalizm i potęgę prasy. W walce politycznej często posługiwał się przeciw swoim przeciwnikom hasłami antysemickimi, wierząc, że poprawa bytu ludności może być osiągnięta przez ustawodawstwo antyżydowskie. Z tego powodu powoływał się na niego jako na jeden swoich wzorów Adolf Hitler, a cesarz Franciszek Józef I czterokrotnie odmawiał jego nominacji na stanowisko burmistrza (po raz pierwszy wybrany został na to stanowisko w 1894, na trzy lata przed faktycznym objęciem stanowiska) i żądał powtórzenia wyborów do rady miejskiej (ustąpił dopiero na prośbę papieża Leona XIII). Lueger jako burmistrz zwalczał socjaldemokratów, ale także radykalne niemieckie dążenia narodowe.

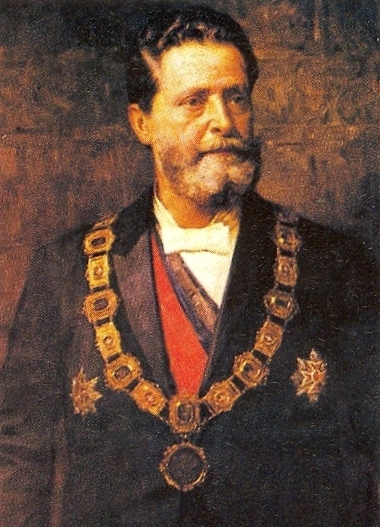
Karl Lueger (1900)

Zapisał bardzo znaczącą kartę w historii Wiednia. Jego rządy w stolicy zaznaczyły się dużym jej unowocześnieniem – zrealizowano wówczas liczne duże projekty komunalne dotyczące m.in. doprowadzenia wodociągów, elektryfikacji i gazyfikacji, rozwoju komunikacji miejskiej, szkół, szpitali i opieki społecznej. Zdobył dzięki temu popularność i uznanie mieszkańców stolicy, której efektem było upamiętnienie Luegera w nazwie części wiedeńskiego Ringu, a także pomnik wzniesiony w 1926. Jego postać pojawiała się także w piosenkach oraz dramacie i operetce, wykorzystano ją także w nazistowskim filmie propagandowym.
Zmarł na cukrzycę. Po jego śmierci popularność jego stronnictwa w Wiedniu spadła – częściowo z powodu odejścia jego przywódcy, bardzo popularnego, częściowo także wskutek zniesienia kurialnego systemu wyborczego, zapewniającemu decydującą rolę w wyborach bogatszej części społeczeństwa.